# Gundakar
Gundakar, frankovski plemič, * ?, † 869.
Bil je frankovski grof in kasneje tudi prefekt v Karantaniji. Na oblast ga je postavil uporniški princ Karlman, življenje pa je izgubil kot zaveznik Velikomoravske in Kocljeve Spodnje Panonije.

## Vzpon in padec Gundakarja
Gundakarjevo kariero je omogočil Karlmanov upor proti očetu Ludviku Nemškemu v letu  858. Zaradi tega upora je dotedanji karantanski grof Pabo okrog leta 860 izgubil oblast. Kmalu mu je na mestu karantanskega grofa sledil Gundakar, ki ga je nastavil uporni Karlman II. Toda Gundakar je ob drugem Karlmanovem uporu leta 863  z vso svojo karantansko vojsko prestopil na stran Ludvika, za nagrado pa se je Gundakarjeva oblast razširila še nad celotno Vzhodno prefekturo, ki v tem času že nosi ime Karantanija. Leta 869 se je Gundakar skupaj s Kocljem povezal z Velikomoravsko in se uprl, s čimer je postala ogrožena vsa vzhodna meja,  saj so na severu prav ta čas Polabski Slovani vdrli v Turingijo, Čehi pa na Bavarsko; toda med tem, ko so Kocelj in Velikomoravci slavili uspeh, je Gundakar padel v boju na Moravskem.

## Zunanji viri
- Kos Milko (1934). Conversio Bagoariorum et Carantanorum Arhivirano 2005-05-28 na Wayback Machine.. Razprave znanstvenega društva v Ljubljani 11, Historični odsek 3.